# Skyrunner World Series
La Skyrunner® World Series è un circuito internazionale annuale di skyrunning, organizzato dalla International Skyrunning Federation (ISF).
Dal 1995 al 2008 questo evento è stato organizzato dalla Federation for Sport at Altitude (FSA). Dal 2008 a seguito della trasformazione della federazione l'organizzazione è cura dell'International Skyrunning Federation (ISF).

## Formula
Ogni anno vengono selezionate gare in vari Stati. Almeno cinque di queste gare devono soddisfare i criteri definiti per le gare denominate "SkyRace®", "SkyMarathon®", Vertical Kilometer®, Ultra SkyMarathon; al massimo due gare possono presentare percorsi misti o raggiungere un'altitudine massima inferiore a 2.000 metri. In aggiunta vengono selezionate altre gare dette Skyrunner World Series Trials con lo specifico obiettivo di promuovere lo Skyrunning nel maggior numero di nazioni.
Ad ogni gara si assegnano punti ai partecipanti in base all'ordine di arrivo, partendo da 100 per il primo classificato, 88 per il secondo, 78 per il terzo, poi 72, 68, 66 e così via scendendo di due punti alla volta fino ad assegnare 2 per il quarantesimo. La stessa scala si usa per le donne, ma in questo caso si assegnano punti solo alle prime quindici. Nei campionati con 6 o 7 gare in calendario si sommano i punti ottenuti per i tre migliori piazzamenti stagionali, nei campionati con 8 o più gare si sommano le 4 migliori prestazioni. I punteggi assegnati nell'ultima gara sono aumentati del 20% per tutti i concorrenti. Per partecipare all'assegnazione del titolo finale gli skyrunners devono partecipare ad almeno una gara della Skyrunner World Series trials. Il punteggio di ciascun concorrente si ottiene sommando i 3 (o 4) migliori punteggi nelle gare della world series più la miglior prestazione nelle gare della world series trials. L'atleta che totalizza il punteggio più alto ottiene il titolo di "Skyrunning World Champions".

## Albo d'oro della SWS SkyRace®

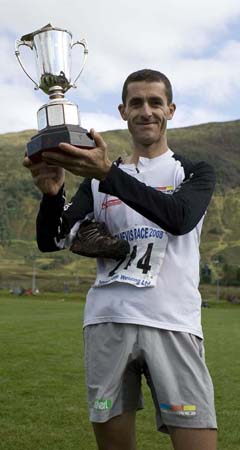
Agustí Roc Amador, vincitore nel 2002, 2003 e 2004.

| Anno | Vincitrice        | Vincitore             |
| ---- | ----------------- | --------------------- |
| 2002 | Corinne Favre     | Agustí Roc Amador     |
| 2003 | Teresa Forn       | Agustí Roc Amador     |
| 2004 | Anna Serra        | Agustí Roc Amador     |
| 2005 | Corinne Favre     | Rob Jebb              |
| 2006 | Angela Mudge      | Ricardo Mejía         |
| 2007 | Angela Mudge      | Kílian Jornet Burgada |
| 2008 | Corinne Favre     | Kílian Jornet Burgada |
| 2009 | Emanuela Brizio   | Kílian Jornet Burgada |
| 2010 | Emanuela Brizio   | Tofol Castañer        |
| 2011 | Oihana Kortazar   | Luis Alberto Hernando |
| 2012 | Emelie Forsberg   | Kílian Jornet Burgada |
| 2013 | Stevie Kremer     | Kílian Jornet Burgada |
| 2014 | Stevie Kremer     | Kílian Jornet Burgada |
| 2015 | Laura Orgue Villa | Tadei Pivk            |

### Skyrunner più vittoriosi dal 2002
| Nome                  | Nazione     | Vittorie |
| --------------------- | ----------- | -------- |
| Kílian Jornet Burgada | Spagna      | 6        |
| Agustí Roc Amador     | Spagna      | 3        |
| Rob Jebb              | Regno Unito | 1        |
| Ricardo Mejía         | Messico     | 1        |
| Tofol Castañer        | Spagna      | 1        |
| Luis Alberto Hernando | Spagna      | 1        |
| Tadei Pivk            | Italia      | 1        |

| Nome              | Nazione     | Vittorie |
| ----------------- | ----------- | -------- |
| Corinne Favre     | Francia     | 3        |
| Angela Mudge      | Regno Unito | 2        |
| Emanuela Brizio   | Italia      | 2        |
| Stevie Kremer     | Stati Uniti | 2        |
| Teresa Forn       | Spagna      | 1        |
| Anna Serra        | Spagna      | 1        |
| Oihana Kortazar   | Spagna      | 1        |
| Emelie Forsberg   | Svezia      | 1        |
| Laura Orgue Villa | Spagna      | 1        |

## Risultati della SWS SkyRace®

### 2002
Classifiche finali
La classifica finale del Campionato è effettuata sommando i quattro migliori punteggi ottenuti nelle gare del circuito mondiale. In caso di vittoria ex aequo il punteggio viene diviso e in caso di parità di punteggio nel circuito prevale chi ha ottenuto più vittorie.
| Classificato | Atleta            | punti |
| ------------ | ----------------- | ----- |
| 1            | Agustí Roc Amador | 360   |
| 2            | Bruno Brunod      | 332   |
| 3            | Jordi Martín      | 268   |

| Classificata | Atleta              | punti |
| ------------ | ------------------- | ----- |
| 1            | Corinne Favre       | 364   |
| 2            | Gloriana Pellissier | 320   |
| 3            | Carme Tort          | 306   |

### 2003
Classifiche finali
La classifica finale del Campionato è effettuata sommando i quattro migliori punteggi ottenuti nelle gare del circuito mondiale.
| Classificato | Atleta            | punti |
| ------------ | ----------------- | ----- |
| 1            | Agustí Roc Amador | 338   |
| 2            | Lucio Fregona     | 306   |
| 3            | Jean Pellissier   | 254   |

| Classificata | Atleta        | punti |
| ------------ | ------------- | ----- |
| 1            | Teresa Forn   | 310   |
| 2            | Anna Serra    | 306   |
| 3            | Corinne Favre | 300   |

### 2004
Classifiche finali
Il punteggio totale si ottiene sommando i 4 punteggi migliori. In caso di partecipazione a più gare nello stesso Stato si somma uno solo dei risultati. Se prima dell'ultima gara il titolo di campione o campionessa risulta matematicamente assegnato il punteggio dell'ultima gara viene raddoppiato per il vincitore/la vincitrice.
| Classificato | Atleta            | punti |
| ------------ | ----------------- | ----- |
| 1            | Agustí Roc Amador | 320   |
| 2            | Mario Poletti     | 318   |
| 3            | Marco Rusconi     | 268   |

| Classificata | Atleta                   | punti |
| ------------ | ------------------------ | ----- |
| 1            | Anna Serra               | 346   |
| 2            | Emanuela Brizio          | 336   |
| 3            | Ester Hernandez Casahuga | 308   |

### 2005
Classifiche finali
Il punteggio totale si ottiene sommando i 4 punteggi migliori. Se prima dell'ultima gara il titolo di campione o campionessa risulta matematicamente assegnato il punteggio dell'ultima gara viene raddoppiato per il vincitore/la vincitrice.
| Classificato | Atleta       | punti |
| ------------ | ------------ | ----- |
| 1            | Rob Jebb     | 366   |
| 2            | Simon Booth  | 352   |
| 3            | Fulvio Dapit | 328   |

| Classificata | Atleta                   | punti |
| ------------ | ------------------------ | ----- |
| 1            | Corinne Favre            | 400   |
| 2            | Emanuela Brizio          | 354   |
| 3            | Ester Hernandez Casahuga | 302   |

### 2006
Classifiche finali
Il punteggio totale si ottiene sommando i 4 punteggi migliori. Se prima dell'ultima gara il titolo di campione o campionessa risulta matematicamente assegnato il punteggio dell'ultima gara viene raddoppiato per i primi 10 uomini e le prime 5 donne delle rispettive classifiche generali.
| Classificato | Atleta            | punti |
| ------------ | ----------------- | ----- |
| 1            | Ricardo Mejía     | 400   |
| 2            | Agustí Roc Amador | 342   |
| 3            | Fulvio Dapit      | 322   |

| Classificata | Atleta                   | punti |
| ------------ | ------------------------ | ----- |
| 1            | Angela Mudge             | 456   |
| 2            | Corinne Favre            | 408   |
| 3            | Ester Hernandez Casahuga | 394   |

### 2007
Classifiche finali
Il punteggio totale si ottiene sommando i 4 punteggi migliori. Il punteggio dell'ultima gara viene raddoppiato per i primi 10 uomini e le prime 5 donne delle rispettive classifiche generali.
| Classificato | Atleta                | punti |
| ------------ | --------------------- | ----- |
| 1            | Kílian Jornet Burgada | 500   |
| 2            | Raul Garcia Castan    | 432   |
| 3            | Tofol Castañer        | 390   |

| Classificata | Atleta            | punti |
| ------------ | ----------------- | ----- |
| 1            | Angela Mudge      | 476   |
| 2            | Corinne Favre     | 466   |
| 3            | Stéphanie Jiménez | 422   |

### 2008
Classifiche finali
| Classificato | Atleta                   | punti |
| ------------ | ------------------------ | ----- |
| 1            | Kílian Jornet Burgada    | 500   |
| 2            | Jessed Gispert Hernández | 422   |
| 3            | Agustí Roc Amador        | 414   |

| Classificata | Atleta         | punti |
| ------------ | -------------- | ----- |
| 1            | Corinne Favre  | 476   |
| 2            | Angela Mudge   | 444   |
| 3            | Rosa Madureira | 432   |

### 2009
Classifiche finali
| Classificato | Atleta                | punti |
| ------------ | --------------------- | ----- |
| 1            | Kílian Jornet Burgada | 468   |
| 2            | Tofol Castañer        | 390   |
| 3            | Ricky Lightfoot       | 366   |

| Classificata | Atleta            | punti |
| ------------ | ----------------- | ----- |
| 1            | Emanuela Brizio   | 500   |
| 2            | Mireia Miró       | 442   |
| 3            | Stéphanie Jiménez | 432   |

### 2010
Classifiche finali
| Classificato | Atleta                   | punti |
| ------------ | ------------------------ | ----- |
| 1            | Tofol Castañer           | 348   |
| 2            | Jessed Gispert Hernández | 324   |
| 3            | Sebastian Sánchez        | 348   |

| Classificata | Atleta          | punti |
| ------------ | --------------- | ----- |
| 1            | Emanuela Brizio | 382   |
| 2            | Anna Frost      | 374   |
| 3            | Cecilia Mora    | 352   |

### 2011
Classifiche finali
| Classificato | Atleta                | punti |
| ------------ | --------------------- | ----- |
| 1            | Luis Alberto Hernando | 371.6 |
| 2            | Mikhail Mamleev       | 346.4 |
| 3            | Jabi Olabarria        | 309.6 |

| Classificata | Atleta            | punti |
| ------------ | ----------------- | ----- |
| 1            | Oihana Kortazar   | 405.6 |
| 2            | Emanuela Brizio   | 376   |
| 3            | Stephanie Jimenez | 320   |

### 2012
Dal 2012 le Skyrunner® World Series sono suddivise in tre categorie (Sky, Ultra e Vertical) con classifiche e premi separati.
Classifiche finali

Categoria Sky
| Classificato | Atleta                | punti |
| ------------ | --------------------- | ----- |
| 1            | Kílian Jornet Burgada | 520   |
| 2            | Luis Alberto Hernando | 420   |
| 3            | Tom Owens             | 405   |

| Classificata | Atleta          | punti |
| ------------ | --------------- | ----- |
| 1            | Emelie Forsberg | 486   |
| 2            | Nuria Picas     | 426   |
| 3            | Silvia Serafini | 406   |

Categoria Ultra
| Classificato | Atleta       | punti |
| ------------ | ------------ | ----- |
| 1            | Urban Zemmer | nd    |

| Classificata | Atleta      | punti |
| ------------ | ----------- | ----- |
| 1            | Nuria Picas | nd    |

Categoria Vertical
| Classificato | Atleta                | punti |
| ------------ | --------------------- | ----- |
| 1            | Kílian Jornet Burgada | nd    |

| Classificata | Atleta      | punti |
| ------------ | ----------- | ----- |
| 1            | Laura Orgué | nd    |

### 2013
Classifiche finali

| Classificato | Atleta                | punti |
| ------------ | --------------------- | ----- |
| 1            | Kílian Jornet Burgada | 320   |
| 2            | Luis Alberto Hernando | 254   |
| 3            | Alex Nichols          | 226.4 |

| Classificata | Atleta          | punti |
| ------------ | --------------- | ----- |
| 1            | Stevie Kremer   | 320   |
| 2            | Emelie Forsberg | 293.6 |
| 3            | Silvia Serafini | 226   |

### 2014
Classifiche finali

| Classificato | Atleta                | punti |
| ------------ | --------------------- | ----- |
| 1            | Kílian Jornet Burgada | 305,6 |
| 2            | Ionut Alin Zinca      | 226   |
| 3            | Zaid Ait Malek        | 224   |

| Classificata | Atleta                | punti |
| ------------ | --------------------- | ----- |
| 1            | Stevie Kremer         | 305,6 |
| 2            | Maite Maiora Elizondo | 276   |
| 3            | Elisa Desco           | 269,6 |

### 2015
Classifiche finali

| Classificato | Atleta                 | punti |
| ------------ | ---------------------- | ----- |
| 1            | Tadei Pivk             | 393,6 |
| 2            | Manuel Merillas Moledo | 357,6 |
| 3            | Martin Anthamatten     | 328,4 |

| Classificata | Atleta             | punti |
| ------------ | ------------------ | ----- |
| 1            | Laura Orgué i Vila | 396,0 |
| 2            | Megan Kimmel       | 379,2 |
| 3            | Elisa Desco        | 364,4 |